# صحنه عشق!!
صحنهٔ عشق!! (ژاپنی: ラブ ステージ هپبورن: Rabu Sutēji) یک مجموعه مانگا یائویی ژاپنی به نویسندگی ایکی ایکی و طراحی میکیو تسودا است؛ که در ژوئیه ۲۰۱۰، از کادوکاوا شوتن منتشر شد. یک لایت نوول مشتق شده نیز تحت عنوان پشت‌صحنه در مه ۲۰۱۱ منتشر شد. یک مجموعه تلویزیونی انیمه نیز به تعداد ۱۰ قسمت توسط استودیو جی.سی. استاف تهیه شده‌است که از ژوئیه تا سپتامبر ۲۰۱۴ پخش شد.

## شخصیت‌ها
ایزومی سنا (瀬名 泉水 سنا ایزومی)
صداگذاری: تسوباسا یوناگا
ایزومی شخصیت اصلی داستان است. او یک دانش‌آموز هجده ساله کالج و مشتاق نویسندگی مانگا با وجود کمبود استعداد برای آن است. پدر او یک مدیر، مادرش یک بازیگر فیلم و برادر بزرگترش شوگو خواننده یک گروه موسیقی معروف است. در طی این سری، او متوجه احساسات قوی و عشق خود نسبت به ریوما می‌شود. ده سال پیش او مجبور می‌شود که در یک آگهی تبلیغاتی نقش یک دختر را ایفا کند. او یکی از طرفداران بزرگ نمایش انیمیشن داستانی دختر جادویی لالا-لولو است. ایزومی با توجه به شکل کوچک خود اغلب با یک دختر اشتباه گرفته می‌شود.
ریوما ایچیجو (一条 龍馬 ایچیجو ریوما)
صداگذاری: تاگویا اگوچی
ریوما دو سال بزرگتر از ایزومی است، او یک بازیگر جوان و محبوب است؛ که در کودکی عاشق ایزومی شد. او زمانی که در یک آگهی تبلیغاتی در نقش مقابل ایزومی بازی می‌کرد، فکر می‌کرد که ایزومی یک دختر است. حتی پس از آنکه متوجه می‌شود ایزومی یک پسر است، او همچنان هم ابراز احساسات قوی برای حفظ او می‌کند. او هنگامی که ده ساله و ایزومی هشت ساله بود، عاشق وی شد.
ری ساگارا (相楽 玲 ساگارا ری)
صداگذاری: دایوسکه هیراکاوا
ری مدیر خانوادهٔ سنا است. او هنگامی که ۱۸ سال سن داشت، توسط سیا سنا انتخاب شد و از آن زمان با خانواده زندگی می‌کند.
شوگو سنا (瀬名 聖湖 سنا شوگو)
صداگذاری: دایگو نایتو
شوگو برادر بزرگتر و خرفت ایزومی است. هر زمان که ری با ایزومی به مشکلی برخورد می‌کند، با برادرش شوگو تماس می‌گیرد.

## رسانه

### مانگا
صحنه عشق!! به نویسندگی ایکی ایکی و میکیو تسودا است. این سری، در ژوئیه ۲۰۱۰ از مجله کادوکاوا شوتن شروع شد. اولین تانکوبون در ۲۷ مه ۲۰۱۱ منتشر شد. در ۲۲ نوامبر ۲۰۱۴، پنج جلد از این مانگا منتشر شد.
| شماره | تاریخ انتشار اصلی | شابک اصلی              | تاریخ انتشار انگلیسی | شابک انگلیسی           |
| ----- | ----------------- | ---------------------- | -------------------- | ---------------------- |
| ۱     | ۲۷ مه ۲۰۱۱        | شابک ‎۹۷۸−۴−۰۴−۸۵۴۶۳۶−۲ | ۱۲ مه ۲۰۱۵           | شابک ‎۹۷۸−۱−۴۲−۱۵۷۹۹۱−۷ |
| ۲     | ۳۰ مه ۲۰۱۲        | شابک ‎۹۷۸−۴−۰۴−۱۲۰۲۶۵−۴ | ۱۴ ژوئیه ۲۰۱۵        | شابک ‎۹۷۸−۱−۴۲−۱۵۷۹۹۲−۴ |
| ۳     | ۳۰مه ۲۰۱۳         | شابک ‎۹۷۸−۴−۰۴−۱۲۰۷۲۳−۹ | ۸ سپتامبر ۲۰۱۵       | شابک ‎۹۷۸−۱−۴۲−۱۵۷۹۹۳−۱ |
| ۴     | ۳۱ مه ۲۰۱۴        | شابک ‎۹۷۸−۴−۰۴−۱۲۱۱۳۴−۲ | ۱۰ نوامبر ۲۰۱۵       | شابک ‎۹۷۸−۱−۴۲−۱۵۷۹۹۴−۸ |
| ۵     | ۲۲ نوامبر ۲۰۱۴    | شابک ‎۹۷۸−۴−۰۴−۱۰۱۷۳۰−۲ | ۱۰ مه ۲۰۱۶           | شابک ‎۹۷۸−۱−۴۲−۱۵۸۰۴۹−۴ |
| ۶     | ۱ اکتبر ۲۰۱۵      | شابک ‎۹۷۸−۴−۰۴−۱۰۳۳۲۳−۴ | ۱۳ دسامبر ۲۰۱۶       | شابک ‎۹۷۸−۱−۴۲−۱۵۸۸۰۸−۷ |
| ۷     | ۱ نوامبر ۲۰۱۶     | شابک ‎۹۷۸−۴−۰۴−۱۰۴۸۸۹−۴ |                      |                        |

### رمان
جلد اول رمان اسپین‌آف با عنوان پشت صحنه !!، به نویسندگی ایکی ایکی و کازوکی آمانو، توسط نشریه کادوکاوا شوتن در ۳۱ مه ۲۰۱۱ منتشر شد. از تاریخ ۱ ژوئن، ۲۰۱۳ تا کنون سه جلد منتشر شده‌است.
| شماره | تاریخ انتشار ژاپنی | شابک ژاپنی             |
| ----- | ------------------ | ---------------------- |
| ۱     | ۳۱ مه ۲۰۱۱         | شابک ‎۹۷۸−۴−۰۴−۴۴۹۴۲۳−۰ |
| ۲     | ۲۸ دسامبر ۲۰۱۱     | شابک ‎۹۷۸−۴−۰۴−۱۰۰۱۵۰−۹ |
| ۳     | ۱ ژوئن ۲۰۱۳        | شابک ‎۹۷۸−۴−۰۴−۱۰۰۸۶۶−۹ |

### انیمه

#### فهرست قسمت‌ها
| شماره. | عنوان                                                                                 | تاریخ قسمت‌ها    |
| --- | ------------------------------------------------------------------------------------- | --------------- |
| ۱ | "دری به رویاهای من" "Yume no Tobira" (ユメヘノトビラ)                                 | ۹ ژوئیه ۲۰۱۴    |
| ایزومی سنا دانشجویی مشتاق برای تبدیل به یک هنرمند مانگا با وجود کمبود استعداد برای آن است. خانوادهٔ او در کسب و کار زبانزد هستند. او یکی از طرفداران بزرگ سری انیمیشن‌های داستانی دختر جادویی لالا-لولو است. او توسط برادر بزرگتر خود شوگو، توسط یک ساعت جادویی لالا-لولو تشویق می‌شود تا دوباره و پس از ده سال در یک آگهی تبلیغاتی همراه با ریوما در نقش یک دختر ایفای نقش کند. شوگو به او می‌گوید که او قرار است به عنوان عروسی که ۱۰ سال پیش با یک پسربچه دسته گلی را گرفت همراه با ریوما ایچیجو، بازیگر جوان و محبوب ایفای نقش کند. هنگامی که ایزومی در این کار شکست می‌خورد و به زمین می‌افتد. ریوما از سنگ مرمری که در دوران کودکی به او داد برای آرام کردن او استفاده می‌کند. |                                                                                       |                 |
| ۲ | "زیرا که من قادرم ملاقاتت کنم" "Kimi ni Aetakara" (キミニアエタカラ)                  | ۱۶ ژوئیه ۲۰۱۴   |
| ایزومی ایفای نقش در آگهی تجاری «عروس خوشحال» همراه با ریوما را می‌پذیرد. ایزومی به مانند دختران لباس می‌پوشد و هنگامی که ریوما می‌یابد که او پسر است، دیوانه می‌شود. |                                                                                       |                 |
| ۳ | "اگر همه‌اش فقط یک رؤیا باشد" "Yume Nara Yokatta no Ni" (ユメナラヨカッタノニ)         | ۲۳ ژوئیه ۲۰۱۴   |
| ایزومی سنگ مرمر خوش‌شانسی را شکسته می‌یابد و تلاش ناموفقی برای پیدا کردن سنگی به مانند آن می‌کند. افکار ریوما دربارهٔ ایزومی به شغلش صدمه زده‌است. او به خانهٔ خانوادهٔ سنا برای دیدار با ایزومی می‌رود. او به یاد می‌آورد که ایزومی یک پسر است؛ با این حال، او تمایل به درآوردن لباس‌های ایزومی می‌کند و سعی در بوسیدن بدن او می‌کند که با آمدن شوگو، برادر ایزومی، این کار ریوما متوقف می‌شود. |                                                                                       |                 |
| ۴ | "ولی من دوستت دارم" "Demo Suki Nanda" (デモスキナンダ)                                | ۳۰ ژوئیه ۲۰۱۴   |
| ایزومی خود را در اتاقش برای چند روز حبس می‌کند. شوگو پس از دیدن اوضاع روحی بد ریوما در یک مسابقه کمدی به او اجازه می‌دهد که ایزومی را ببیند. ایزومی در حالی که به تنهایی در حال قدم زدن است؛ متوجه هجمهٔ مردم در خیابان می‌شود. او در این شلوغی شوگو و ریوما را می‌بیند و سپس در حالی که ریوما به دنبال او است، شروع به فرار می‌کند. ریوما بالاخره به او می‌رسد و از ایزومی به خاطر روز قبل عذرخواهی می‌کند. شوگو و ری در داخل ماشین به آن دو نگاه می‌کنند. ریوما از ایزومی می‌خواهد که او را ببخشد و برای یکدیگر دوستان خوبی باشند. |                                                                                       |                 |
| ۵ | "فقط یک ذره" "Chotto Dake Nara" (チョットダケナラ)                                    | ۶ اوت ۲۰۱۴      |
| ریوما بیش از حد به ایزومی پیامک می‌دهد، و به دانشگاه ایزومی و به باشگاه طرفداران مانگا ایزومی می‌آید. ایزومی از این کار به شدت خشمگین می‌شود. ایزومی به شدت درگیر تکمیل مانگا خود برای ارائه آن است. ریوما به خانه ایزومی می‌آید و برای تکمیل آن به ایزومی کمک می‌کند. پس از تکمیل کار، ایزومی از خستگی خوابش می‌برد. ریوما باید به سرکار برود اما دیرش شده‌است. با این حال او هنگامی ایزومی را خواب می‌بیند از فرصت استفاده کرده و او را می‌بوسد. |                                                                                       |                 |
| ۶ | "چه نوعی از آزمون است؟" "Nan no Shiren desu ka" (ナンノシレンデスカ)                  | ۱۳ اوت ۲۰۱۴     |
| ریوما یک جلسه اضطراری با رئیس شرکت دارد، او که عکسی از ریوما و ایزومی گرفته شده توسط پاپاراتزی‌ها در دست دارد، از ریوما در این باره می‌پرسد. اما ریوما مرد بودن ایزومی را فاش نمی‌کند. ایزومی از خواب بیدار شده و مانگا خود را به مدیر دفتر مانگا ارائه می‌کند. مدیر او را ناامید کرده و به او می‌گوید که هیچ استعدادی در این رشته ندارد. ایزومی ناراحت شده و به خانه ریوما می‌رود. ری نگران ایزومی شده و از ریوما در این باره می‌پرسد. ریوما به دلیل درخواست ایزومی مبنی بر خبر ندادن به هیچ‌یک از اعضای خانواده‌اش از گفتن حقیقت به ری امتناع می‌کند. ایزومی از ری می‌خواهد که برای همیشه پیش او بماند                                                                                 |                                                                                       |                 |
| ۷ | "آیا این ممکن است…" "Korette Moshikashite" (コレッテモシカシテ)                       | ۲۰ اوت ۲۰۱۴     |
| ریوما ایزومی را دعوت به رابطه با خود می‌کند، اما هنگامی که ناراحتی ایزومی را می‌بیند اینکار را متوقف می‌کند؛ و از بی‌توجه‌ای ایزومی نسبت به احساساتش ناراحت شده و اتاق را ترک می‌کند. صبح روز بعد ریوما به پیش نویسنده مانگا لالا-لولو می‌رود و از او التماس می‌کند تا مانگایی برای ایزومی بکشد. ریوما به خانه برمی‌گردد و ایزومی از اینکار ریوما خوشحال می‌شود. او همراه با ریوما به خانهٔ پدر مادرش برمی‌گردد. ری ساگارا از دیدن ایزومی خوشحال می‌شود. ایزومی از ری عذرخواهی می‌کند. ریوما از ایزومی خداحافظی می‌کند و پیش از رفتن او را می‌بوسد. |                                                                                       |                 |
| ۸ | "صحنه عشق: استایل مردانه" "Rabu-Stēji Otokotachi no Ryūgi" (Φ(ラブ)-STAGE 男達の流儀) | ۲۷ اوت ۲۰۱۴     |
| ایزومی برای اولین بار موافقت می‌کند تا در یک کنفرانس مطبوعاتی شرکت کند. ایزومی پس از مدتی و از ترس از اینکار امتناع می‌کند. اما بوسه ریوما او را آرام می‌کند. بالاخره کنفرانس برگزار می‌شود. ایزومی درحالی که لباس دخترانه‌ای بر تن دارد به کنفرانس می‌آید. او سپس با هماهنگی ریوما و ری لباس‌های دخترانه را از تن درآورده و همه متوجه پسر بودن او می‌شوند. شوگو وارد کنفرانس شده و اعلام می‌دارد که ایزومی برادر اوست. |                                                                                       |                 |
| ۹ | "کدام راه درست است؟" "Docchi ga Tadashii no" (ドッチガタダシイノ)                     | ۳ سپتامبر ۲۰۱۴  |
| ایزومی مورد توجه افکار عمومی و رسانه‌ها قرار گرفته و از این بابت نگران است. ریوما که ابراز علاقه بیش از حد مردم به ایزومی نگران است. با او به اتاقی می‌رود و از ایزومی دربارهٔ احساساتش نسبت به خود می‌پرسد. در این حین او از شدت ناراحتی و خستگی بیهوش شده و به بیمارستان منتقل می‌شود. پس از چند روز ایزومی خانه را به قصد رفتن به باشگاه طرفداران مانگا ترک می‌کند. در بین راه مردم متوجه حضور ایزومی در کنفرانس مطبوعاتی شده و مانند مشاهیر با او رفتار می‌کنند. ایزومی از دست آنان فرار می‌کند؛ و به مکانی نامعلوم می‌رود. در این حین او متوجه دزدانی می‌شود که سعی در زورگیری از شخصی هستند. آنان ایزومی را می‌بینند و به سمتش می‌آیند.                                             |                                                                                       |                 |
| ۱۰ | "عشق کافی نیست" "Suki ja Tarinai" (スキジャタリナイ)                                  | ۱۰ سپتامبر ۲۰۱۴ |
| ایزومی موفق به فرار از دست مهاجمان می‌شود او به دوستش کوری برمی‌خورد و کوری برای ایزومی تعریف می‌کند که او دستیار نویسنده لالا-ولو است و هنگامی که ریوما به دفتر نویسنده برای گرفتن امضا از نویسنده التماس می‌کرده، آنجا بوده‌است. ایزومی متوجه احساسات خود به ریوما شده و به خانهٔ او می‌رود و به ریوما می‌گوید که او را دوست دارد. |                                                                                       |                 |